# Patakí
Un patakí (plurale patakìn) è un racconto mitologico, anche a scopo didattico, degli Orisha, non di rado in contraddizione tra di loro, usato in Ifá e in Santería e di notevole interesse antropologico.

## Definizione
“Le narrazioni orali della fede Lucumí, le storie religiose [sono] note ai praticanti come patakí”.
Un patakí potrebbe essere paragonato ad una parabola cristiana.
Gli iniziati Santería usano tali racconti per insegnare e illustrare lezioni morali ai fedeli, coprendo diverse tematiche (rispetto per gli anziani, essere umili verso il prossimo, scegliere le amicizie, ...) tramandate oralmente in generazioni per generazioni.
Alcuni patakín narrano la nascita o la morte di un Orisha in forma umana (antropomorfa), mentre altri si occupano delle relazioni tra Orishas, sempre con l'obiettivo di offrire consigli ai fedeli su come affrontare i problemi della vita.
I patakín sono scritti in uno stile narrativo abile,in genere ambientati in un tempo antico in cui gli Orisha erano ancora in forma umana.
I patakí sono “parte di questa enorme miniera di letteratura lucumí orale”.

## Tradizione orale
La figura sacerdotale di maggior spicco è il babaaláwo, sacerdoti esperti di patakín, i quali e memorizzano un numero elevato, sebbene sia prettamente impossibile dire quanti patakín esistano in una tradizione tramandata oralmente che abbraccia secoli di storia.
Alcuni fedeli hanno anche familiarità con i patakín, ma non è un requisito mandatorio memorizzare le storie per praticare la religione.
Il punto in cui il patakí si inserisce in questo sistema è unico, perché vengono insegnati a Ilés e, a seconda dell'Ilé, lo stesso patakí potrebbe avere lievi differenze.
Ai neo Babaaláwos vengono insegnati i patakí ed altri segreti della religione da Padrinos e per i loro primi anni sono composti da studi intensi.
A parte le libretas, che sono quaderni religiosi privati usati per tramandare riti e tradizioni, c'è una leggera diffidenza per le cose scritte in un libro.

## Comprendere il patakí
L'interpretazione e l'uso del testo patakí da parte di babaaláwos si basa su un sistema di Odu.
La letteratura orale originale è conservata intatta ma è stata applicata alla marginalità che gli afro-cubani hanno dovuto affrontare nel Nuovo Mondo dopo le tratte schiavili.
La natura esoterica in cui si colloca il patakí consente anche un significato nascosto negli 'scritti'. Come detto precedentemente, i patakí possono essere scritti in libretas ma molti sono memorizzati per trasmissione orale.
Ci sono molte discrepanze nelle pronunce e nelle forme scritte di alcune delle parole yoruba nella letteratura Lucumí. Molte parole sono spagnole. Poiché non esiste un formato standard, esistono molte versioni di parole e alcune variazioni sulle pratiche.
"L'esistenza della parola come qualcosa di utilizzabile nelle espressioni presuppone una comprensione collettiva della sua esistenza".
L'intera comunità religiosa ha riconosciuto le pratiche, le tradizioni e le parole della santería e di altri elementi divinatori come il patakí, diventatandone legittima conoscenza collettiva. La transculturazione che ha creato Santería e molte altre tradizioni afro-cubane è diventata parte dell'identità nazionale. La cosa più importante del patakí è che l'idea originale, o morale della storia, rimane intatta attraverso la traduzione e l'interpretazione.